# Pepín (Castrelo del Valle)
Pepín (llamada oficialmente San Vicente de Pepín) es una parroquia y un lugar español del municipio de Castrelo del Valle, en la provincia de Orense, Galicia.

## Organización territorial
La parroquia está formada por dos entidades de población:
- Pepín
- Ribas

## Demografía

### Parroquia
| Gráfica de evolución demográfica de Pepín (parroquia) entre 2000 y 2022 |
|                                                                         |
| Datos según el nomenclátor publicado por el INE.                        |

### Lugar
| Gráfica de evolución demográfica de Pepín (lugar) entre 2000 y 2022 |
|                                                                     |
| Datos según el nomenclátor publicado por el INE.                    |